# VIRUS Music
VIRUS Music — українська івент компанія. На ринку України з 1999 року. Генеральний директор — Дмитро Феліксов. Компанія організовувала в Україні окремі концерти в рамках всесвітньо відомих проектів електронної танцювальної музики.

## Діяльність

### Окремі концерти
- «Global Gathering» - концерт 9 липня 2011[2] та 13 липня  2013 у Києві[3]
- «Armin Only » - концерт 25 лютого 2015 в Києві[4]
- Godskitchen - концерт 3 грудня 2011 в Києві[5]
- A State of Trance , випуск № 550, 10 березня 2012, включення із Києва[6]
- Tiesto Club Life , виступ DJ Tiesto в Києві 7 вересня 2012[7]
- Піратська станція[8]
- I AM TECHNO[9]
- СупердискотЭка 90-х[10]

### Маркетинг
- TopDJ.ua — клубний портал України, активний у 2004-2012 роках;
- Concert.ua — система продажу електронних квитків;
- VIRUS Booking — букінг-агенція;
- cloud9 — маркетингова агенція;
- Shop.TopDJ.ua — інтернет-магазин.

### Видавницька діяльність
- Журнал про клубне життя і електронну музику DJAM (2006-2011)

### Зелена ініціатива
Компанія VIRUS Music регулярно проводить різноманітні громадські акції. Зокрема в квітні 2016 року була проведена акція «Зелена ініціатива Concert.ua», метою якої було привернення уваги громадськості і, насамперед, молоді, до збереження української природи.

## Партнери
Більшість фестивалів VIRUS Music проводяться в Україні у співпраці з провідними європейськими івент компаніями[джерело?]:
- Mama & Company (Global Gathering, Godskitchen, Велика Британія),
- ALDA Events[en] (Armin Only, A State of Trance, Нідерланди),
- ID&T[de] (Sensation, Нідерланди), тощо.